# Ferocactus
Ferocactus és un gènere de plantes que es caracteritzen per la tonalitat rosada i la punta corbada de l'espina inferior del grup d'espines centrals.